# Lambula metaleuca
Lambula metaleuca är en fjärilsart som beskrevs av Kirby 1892. Lambula metaleuca ingår i släktet Lambula och familjen björnspinnare. Inga underarter finns listade i Catalogue of Life.